# Сагієр Каррерас
Каєтано Сагієр Каррерас (ісп. Cayetano Saguier Carreras) — парагвайський футболіст, що грав на позиції нападника, зокрема, за клуб «Спортіво Лукеньйо», а також національну збірну Парагваю.

## Клубна кар'єра
Відомий за виступами за команду «Спортіво Лукеньйо», кольори якої він захищав у 20-30-ті роки 20-го сторіччя. 

## Виступи за збірну
Був присутній в заявці збірної на чемпіонаті світу 1930 року в Уругваї, але на поле не виходив. Більше до лав збірної не долучався.